# Harald Madsen

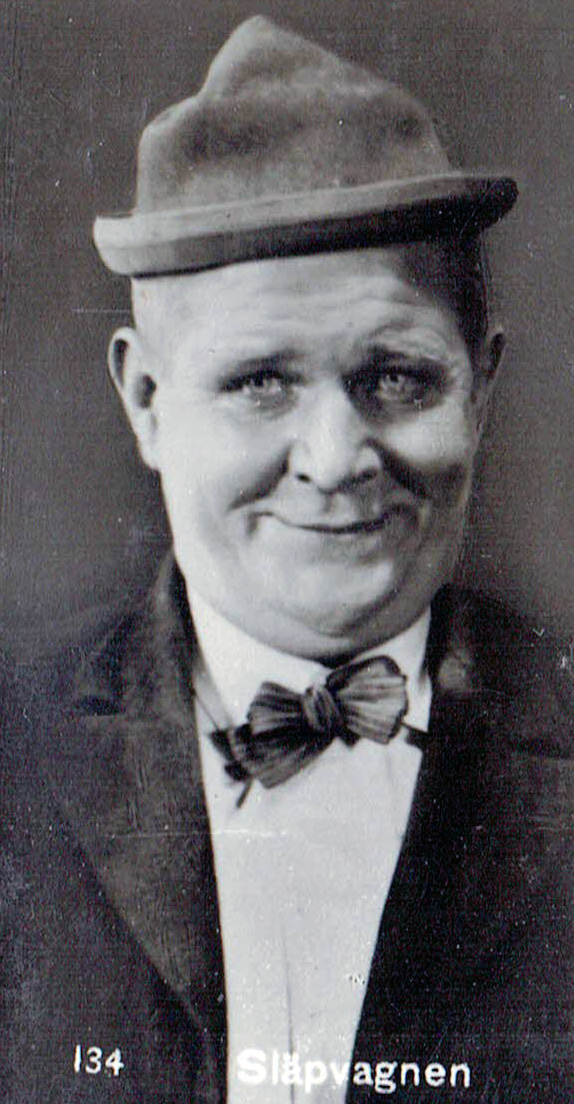
Foto på filmis utgiven av Svensk filmindustri.

Harald Madsen, mer känd som Släpvagnen, född 20 november 1890 i Silkeborg, död 13 juli 1949 i Usseröd, var en dansk skådespelare och revyaktör.
Madsen bildade tillsammans med Carl Schenstrøm komikerparet Fyrtornet och Släpvagnen (Fyrtårnet og Bivognen eller bara Fy og Bi på danska). De var särskilt populära under 1920-talet. Tillsammans gjorde de också minst sju skivinspelningar.

## Filmografi i urval
- 1917 – Alexander den Store
- 1921 – Film, flirt och förlovning
- 1922 – Sol, sommar och studentskor
- 1923 – Han, hon, himmelriket
- 1925 – Polis Paulus' påskasmäll
- 1926 – Ebberöds bank
- 1937 – Bleka greven
- 1948 – Hjältar mot sin vilja